# Гринцевич Назарій Андрійович
Наза́рій Андрі́йович Гринце́вич (10 березня 2003 , Вінниця  — 6 травня 2024 , Кремінна, Луганська область ) — український військовослужбовець, молодший лейтенант 12-ї бригади спеціального призначення «Азов» Національної гвардії України, учасник російсько-української війни, що відзначився і загинув під час відбиття російського вторгнення в Україну. Герой України (2025, посмертно).

## Життєпис
Народився 10 березня 2003 року у Вінниці. Навчався у школі № 32. З раннього віку займався єдиноборствами, зокрема ММА. Також в підлітковому віці займався хіп-хопом, на всеукраїнських змаганнях з якого здобував призові місця. Досліджував історію України, відвідував секцію з боксу, любив футбол.
У 14-річному віці приєднався до фанатського сектору ФК «Ниви». За спогадами одноклубників, Назарію подобалось бути серед патріотично налаштованих хлопців, він намагався не пропускати матчі, згодом потрапив до молодіжного складу колективу «Sportowia». Брав участь в домовлених бійках із фанатами київського «Динамо».
Рано почав працювати, з 14 років працював на «Новій пошті» та на будівництві, в шкільні роки зустрів кохану Анастасію, з якою в планував створити сім'ю.
Після школи вступив до Донецького університету ім. Стуса. Утім, з юного віку Назарій мріяв вступити до війська, а саме - до ОЗСП «Азов», тоді вже спалахнула війна на сході України, тож він дав собі обіцянку: щойно досягне повноліття - обов'язково піде служити. Йому ще не було й 18 років, коли він сказав мамі, що їде з друзями на роботу до Польщі, і вирушив до Маріуполя, щоб пройти «Курс молодого бійця» в «Азові». Успішно пройшов випробування і, повернувшись додому у військовій формі, спершу про все розповів мамі, потім пішов до спортивного залу, де «на емоціях» ділився із друзями своїм досягненням... 
В «Азові» Назарій служив в артилерійському дивізіоні парамедиком, бо з юності цікавився медициною. Під час оборони Маріуполя був одним з наймолодших захисників міста (відсвяткував на позиціях 19-річчя). Після того, як ворог знищив гармати, «Грєнка» воював як піхотинець, водночас — рятував життя побратимів. Дістав сильну контузію, а у середині березня — осколкове поранення обличчя.
Незадовго до виходу в полон Назарій сказав «на відео» відому фразу, яку почула вся країна: «Що б не було у вас, любіть маму, їжте кашу і любіть Україну...». Ці слова мотивували велику кількість людей стати до зброї та чинити опір ворогу. Додому ж від нього прийшла СМС-ка: «Мама, мене не буде довго на зв’язку, чекай мене удома».
20 травня 2022 року командир загону спецпризначення «Азов» Денис Прокопенко повідомив, що на 86-й день кругової оборони Маріуполя був отриманий наказ про припинення оборони міста. Першочергові вимоги про евакуацію цивільних, поранених та загиблих були виконані. Гринцевич, разом зі своїми побратимами, потрапив у полон до росіян, де провів 4 місяці. Після звільнення повернувся на службу.
21 вересня 2022 року визволений з полону під час обміну військовополоненими. 
Після звільнення та реабілітації Назарій деякий час служив інструктором та готував молоде поповнення, потім разом із побратимами заснував підрозділ «Контакт 12», у якому «Грєнка» став командиром взводу оптичних спостерігачів. Назарій особисто набирав у підрозділ найкращих та найвмотивованих бійців, відбираючи за тими якостями, які цінував у людях. Здобуту «медійність» він використовував в інтересах підрозділу: вдягнув та забезпечив більшість бійців необхідними речами, постійно шукав нове, краще спорядження та технічні засоби.
Загинув у бою 6 травня 2024 року на Луганському напрямку у Серебрянському лісі. Без Назарія лишились мати, сестра, брат та кохана дівчина Анастасія.
Після прощання, яке відбулось на полі стадіону рідної «Ниви», молодшого лейтенанта Гринцевича було поховано з військовими почестями на Алеї Слави Сабарівського кладовища Вінниці.
18 листопада 2024 біля могили Назара було поховано його друга Віктора Хетчикова, уродженця Маріуполя.
7 липня 2025 року Президент Зеленський присвоїв Гринцевичу звання Героя України (посмертно).

## Нагороди
- Звання «Герой України» з удостоєнням ордена «Золота Зірка» (8 липня 2025, посмертно) — за особисту мужність і героїзм, виявлені у захисті державного суверенітету та територіальної цілісності України, самовіддане служіння Українському народові[15];
- Орден «За мужність» ІІІ ступеня (2 квітня 2022) — за особисту мужність і самовіддані дії, виявлені у захисті державного суверенітету та територіальної цілісності України, вірність військовій присязі, зразкове виконання службового обов’язку[16];
- Медаль «За військову службу Україні» (17 травня 2022) — за особисту мужність і самовіддані дії, виявлені у захисті державного суверенітету та територіальної цілісності України, вірність військовій присязі[17];
- Відзнака МОУ «Вогнепальна зброя» (Наказ Міністра оборони України № 19 від 04.01.2024);
- Нагрудний знак НГУ «За відвагу» (16.04.2024);
- Орден Богдана Хмельницького III ступеня (16 жовтня 2024, посмертно) — за особисту мужність, виявлену в захисті державного суверенітету та територіальної цілісності України, самовіддане служіння Українському народові[18].

## Вшанування пам'яті
- У червні 2024 року в Києві біля пішохідного мосту на Поштовій площі створили графіті, на честь полеглих воїнів «АЗОВу». На муралі зображені чотири відважних бійці, серед яких і Назарій «Грінка» Гринцевич[19].
- У грудні 2024 року Українська правда вшанувала пам'ять Назарія у номінації «Герой УП»[20].